# آلبونیسی
آلبونیسی، روستایی از توابع بخش مرکزی شهرستان اهواز در استان خوزستان ایران است.

## جمعیت
این روستا در دهستان الهایی قرار دارد و براساس سرشماری ۱۳۹۵، جمعیت آن ۷۸۸ نفر (۱۷۲ خانوار) بوده‌است.